# Clément Sentubéry
Pas d'image ? Cliquez ici

a Compétitions nationales et continentales officielles uniquement.

b Matchs officiels uniquement.
Dernière mise à jour le 02 décembre 2024.
Clément Sentubéry, né le 22 mars 2003, est un joueur français de rugby à XV jouant au poste de troisième ligne aile avec le Soyaux Angoulême XV.

## Biographie

### Jeunesse et formation
Clément Sentubéry grandit à Marseillan, en Bigorre. Dès l'âge de trois ans, il découvre le rugby à XV au sein de l'USC Pouyastruc, club dont son père est président. Il y joue notamment aux côtés de son ami Clément Mondinat.  
En 2021, il rejoint le centre de formation du Stado Tarbes PR, où il évolue en catégorie cadets Alamercery. À seulement seize ans, il fait ses débuts avec les équipes nationales jeunes, intégrant les sélections françaises aux côtés de son ami Hugo Parrou,. 
Clément Sentubéry fait ses débuts en équipe première du Stado lors d'un match de la saison 2020-2021 de Nationale contre le RC Aubenas,. 
En 2021, Sentubéry quitte les Hautes-Pyrénées pour intégrer le centre de formation du Stade toulousain. Il s'impose rapidement dans les catégories espoirs, devenant un cadre de l'équipe. Il remporte deux titres consécutifs de champion de France espoirs en 2023 et 2024. 
Il se distingue en tant que capitaine lors des finales, notamment en 2023 face à l'Union Bordeaux Bègles et en 2024 contre le Castres olympique, marquant un essai décisif pour conserver le titre.
En janvier 2023, il est retenu par l'équipe de France des moins de 20 ans pour participer au Tournoi des Six Nations des moins de 20 ans 2023. Il fait son unique apparition avec les Bleuets face au pays de Galles.

### Carrière professionnelle
Clément Sentubéry fait ses débuts avec le Stade toulousain, en Top 14 lors de la saison 2023-2024, jouant 38 minutes au total lors de deux matchs contre l'USA Perpignan et le Montpellier Hérault Rugby. 
En quête de temps de jeu, Sentubéry rejoint le club du Soyaux Angoulême XV en Pro D2 pour la saison 2024-2025. Rapidement titularisé, il est régulièrement aligné lors du début de saison des Charentais.

## Palmarès
- Vainqueur du Championnat de France espoirs en 2023 et 2024 avec le Stade toulousain.
- Vainqueur du Championnat de France en 2024 avec le Stade toulousain.